# Kuny Domokos

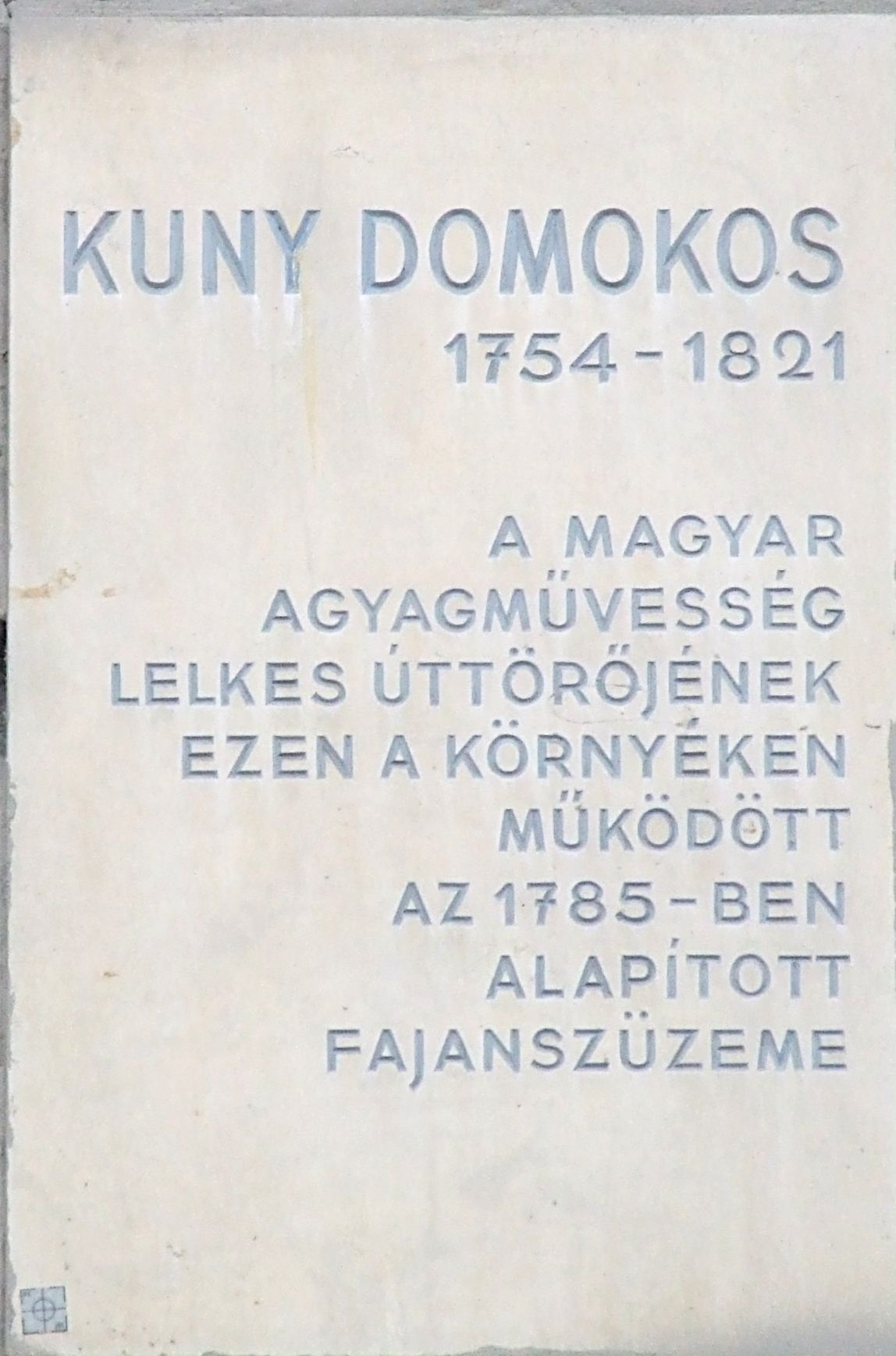
Kuny Domokos emléktáblája a róla elnevezett utcában.

Kuny Domokos (Durlach, 1754. december 15. – Bécs, 1822. február) keramikus.

## Élete
1754. december 15-én született a badeni Durlachban. Apja először Lotaringiából Bajorországba, majd onnan a magyarországi Holicsra költözött,, ahol 1759-ben bekövetkezett haláláig a majolikagyárban dolgozott.
Kuny Domokos fiatal korában került Tatára, ahol mostohaapja, Hermán Sándor az itteni fajanszgyár vezetője lett. Mostohaapja halála után Kuny Domokos Budára költözött, ahol 1784 körül saját majolikaüzemet alapított, mely rövidesen nagy hírnevet szerzett.
Kuny Domokos gyártott majolikaedényeket, keménycserép és fajansz tárgyakat, finom kőedényeket, és ő találta fel a majolikaedényekre alkalmazható ólommentes mázat is.
1810-ben Bécsbe költözött, itt érte a halál 1822 februárjában.